# Flyology
Flyology va ser un llibre escrit per Ada Lovelace (Londres 10 de desembre de 1815 – 27 de novembre de 1852), l'any 1828. En aquest llibre està plasmat la realització d'un estudi creat per la jove Lovelace perquè els humans poguessin volar.
Es podria dir que Ada Lovelace va combinar la imaginació poètica del seu pare i els coneixements matemàtics i científics inculcats per la seva mare, i d'aquí va néixer una geni. És la primera programadora en la història dels ordinadors. Matemàtica i física, va col·laborar amb Charles Babbage en el disseny d'una màquina analítica capaç de resoldre equacions diferencials.
Es va adonar que la màquina tenia més aplicacions a part de la pura calculació i va reconèixer tot el potencial de la màquina. A les seves notes de treball va incloure el que ara es considera el primer algorisme que es va intentar dur a terme en una màquina. És per això que se la considera la primera programadora.
| Flyology           | Flyology       |
| ------------------ | -------------- |
|                    |                |
| Autora             | Ada Lovelace   |
| Data de Publicació | Febrer de 1828 |

## Història de Flyology
Quan Ada Lovelace tenia dotze anys volia volar. Però sabia perfectament que l'antropologia humana l'impedia realitzar el seu somni, va ser per això quan va voler començar un estudi. Al principi, el febrer de 1828, va començar un procés d'observació. Es passava hores observant, estudiant i dibuixant l'antropologia de diferents aus, a la vegada va anar valorant diferents formes i materials per veure com poder realitzar un aparell per elevar a una persona.
Va acabar redactant tot el seu estudi en un llibre: "Flyology". Va redactar i il·lustrar tots els estudis realitzant juntament amb explicacions matemàtiques i científiques, comparant l'antropologia natural de les aus amb les màquines de vapor. Tots els resultats i com a resultats va crear una mena de vehicle en forma de cavall, que funcionava amb vapor i volava i servia per al transport de persones. Però evidentment tot es va quedar en una teoria i mai es va arribar a crear.

## La infantesa d'Ada Lovelace
La vida d'Ada Lovelace data a la primera meitat del segle xix, en l'època victoriana. El seu pare era el gran poeta anglès, considerat un dels millors i més importants escriptors del romanticisme: Lord Byron (d'entre les seves obres destaca "Don Joan"), i la seva mare era Anne ISabella Milbanke, coneguda com la "Princesa dels Paral·lelograms". Anne Isabel era una matemàtica que desitjava que la seva filla tingués una bona educació en matemàtiques. Després de saber que Byron no li era fidel Anne Isabella el va abandonar l'any 1816. Després, va donar a llum l'única filla legítima del poeta, Augusta Ada. Els rumors sobre les relacions incestuoses de Byron amb la seva germanastra Augusta, els poemes antipatriòtics, l'acusació de sodomia i els dubtes sobre l'estat del seu seny van provocar el seu ostracisme social. Amargat profundament, Byron va abandonar Anglaterra el 1816 i no hi va tornar mai més i no va arribar a exercir com a pare.
Va ser a la seva infància i només amb dotze anys quan va realitzar aquest estudi i va escriure el llibre: Flyology.